# Jean-Baptiste Bréval

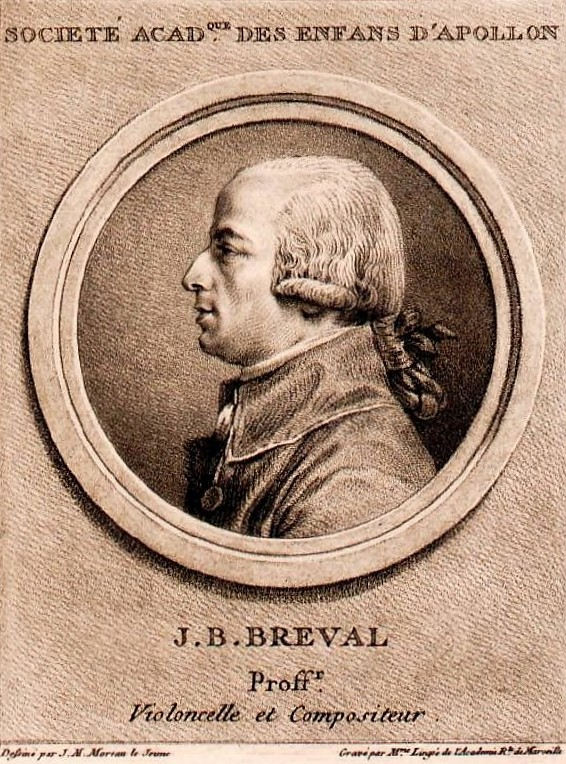
Jean-Baptiste Bréval

Jean-Baptiste-Sébastien Bréval (Parijs, 6 november 1752 – Colligis (Aisne), 18 maart 1823) was een Frans violoncellist en componist van concertante symfonieën, strijkkwartetten, trio's, duo's, sonates, cellomuziek en een opera. Als docent aan een conservatorium componeerde hij het leerboek Traité du violoncelle (1804).
- Biblioteca Nacional de España: XX1758115
- Bibliothèque nationale de France: cb147910570 (data)
- CiNii: DA1028927X
- Gemeinsame Normdatei: 122621646
- International Standard Name Identifier: 0000 0001 1625 4089
- Library of Congress Control Number: n82043171
- Nationale Bibliotheek van Letland: 000183262
- MusicBrainz: 1f6cb478-6ea2-4c11-b462-a891f70c750d
- Nationale Bibliotheek van Tsjechië: xx0013307
- Nationale Bibliotheek van Israël: 987007283672805171
- Nederlandse Thesaurus van Auteursnamen: 310291798
- Istituto Centrale per il Catalogo Unico: TO0V483772
- Système universitaire de documentation: 147640679
- Trove: 1192484
- Virtual International Authority File: 39640880
- WorldCat: E39PBJhRGK8X7tp9rp4jvRvyh3